# Claude François Bidal d'Asfeld
Claude François Bidal d'Asfeld (Paris, 1667 — Paris, 1743), primeiro barão e então marquês d'Asfeld, foi um aristocrata e militar que ao serviço dos reis da França Luís XIV (r. 1643–1715) e Luís XV (r. 1715–1774). Em 1734, tornar-se-ia marechal de França.